# Itziar González
Itziar González Virós (Barcelona, diciembre de 1967) es una arquitecta y urbanista y activista española implicada en el pacifismo, el feminismo y el ecologismo. De 2007 a 2009 fue concejala del distrito de Ciutat Vella de Barcelona cargo del que dimitió como protesta por un caso de corrupción urbanística. Es impulsora del Parlamento Ciudadano, es fundadora del Instituto Cartográfico de la ReVuelta (2013) y coautora del libro Revoltes (2014)

## Trayectoria
Es hija de José Antonio González Casanova (catedrático de derecho constitucional) y Rosa Virós  (primera catedrática de ciencia política de España y primera rectora de universidad de Cataluña). Sus padres fueron militantes e ideólogos del PSC. Vivió hasta los 4 años en Santiago de Compostela, en cuya Universidad su padre logró una cátedra de derecho constitucional. 
Se licenció en arquitectura en 1995 en la Escuela Técnica Superior de Arquitectura de Barcelona de la Universidad Politécnica de Cataluña y realizó su proyecto fin de carrera en Christiania, Copenhague. Cuando finalizó la carrera, hizo el "juramento hipocrático" de dedicarse a la reconstrucción y rehabilitación y no realizar nunca obra nueva.
Hasta 2005 fue profesora asociada del Departamento de Composición Arquitectónica de la ETSAB.
Paralelamente, en 2002 participó como técnica independiente en el proceso vecinal de participación ciudadana y reforma de la plaza Lesseps de Barcelona y en 2004 trabajó como redactora del proyecto de intervención integral del barrio del Páramo de Manlleu (2004).
Su éxito en la mediación, participación y resolución de conflictos en el espacio público, así como la vinculación histórica de sus padres al PSC, hicieron que el 2007 recibiera la oferta de formar parte del equipo electoral de Jordi Hereu, para la reelección como alcalde de Barcelona.
De 2007 a 2009 fue concejala independiente del Ayuntamiento de Barcelona del distrito de Ciutat Vella. Dimitió de su cargo como protesta por un caso de corrupción urbanística. En sus declaraciones posteriores explicó que su paso real a la política fue a partir de su dimisión.
En 2013 participó en la creación del Instituto Cartográfico de la ReVuelta
En 2014 publicó Revoltes con el ambientólogo e investigador Iago Otero en los que se denuncia la despolitización como el resultado de una estrategia planificada (o, al menos, consciente) y resuelven que es necesario una repolitización masiva para poder participar en las decisiones sobre todo aquello que nos incumbe.

## Publicaciones
- Revoltes (2014)  Itziar González y Iago Otero. Editorial DAU (en catalán) ISBN: 978-84941031-7-9
- Amor y política. La imprescindible sensibilidad de la política (2015) Prólogo de Itziar González. Autoras Montserrat Moreno y Genoveva Sastre. Editorial Icaria